# 山中宏
山中 宏（やまなか ひろし、1913年3月2日- 2008年1月31日 ）は、日本の経営者、商学博士。明治生命保険社長、会長を務めた。

## 来歴・人物
東京都出身。1934年に東京帝国大学経済学部経済学科を卒業し、同年に明治生命保険に入社した。1955年に欧米を視察し、1957年に財務部長に就任し、取締役、常務、専務を経て、1972年4月に副社長に就任し、1974年4月には社長に昇格した。1982年4月に会長に就任し、1990年4月に取締役相談役に就任し、1998年4月から名誉相談役を務めた。
1950年から1958年までに成城大学で講師を務め、1959年から1969年までに東京大学で経済学講師を務めた。
1976年10月に藍綬褒章を受章し、1983年4月に勲二等旭日重光章を受章した。
2008年1月31日、肺炎のために死去。94歳没。